# Валдмор
Валдмор (њем. Waldmohr) општина је у њемачкој савезној држави Рајна-Палатинат. Једно је од 98 општинских средишта округа Кузел. Према процјени из 2010. у општини је живјело 5.281 становника. Посједује регионалну шифру (AGS) 7336102.

## Географски и демографски подаци
Валдмор се налази у савезној држави Рајна-Палатинат у округу Кузел. Општина се налази на надморској висини од 269 метара. Површина општине износи 13,1 km². У самом мјесту је, према процјени из 2010. године, живјело 5.281 становника. Просјечна густина становништва износи 404 становника/km².